# Specie di Filago
Elenco delle 52 specie di Filago:

## A
- Filago aberrans Wagenitz
- Filago abyssinica Sch.Bip. ex A.Rich., 1848
- Filago aegaea Wagenitz, 1970
- Filago anatolica (Boiss. & Heldr.) Chrtek & Holub, 1963
- Filago arenaria (Smoljan.) Chrtek & Holub, 1963
- Filago argentea (Pomel) Chrtek & Holub, 1963
- Filago arizonica A.Gray, 1873
- Filago arvensis L., 1753
- Filago asterisciflora (Lam.) Sweet, 1830

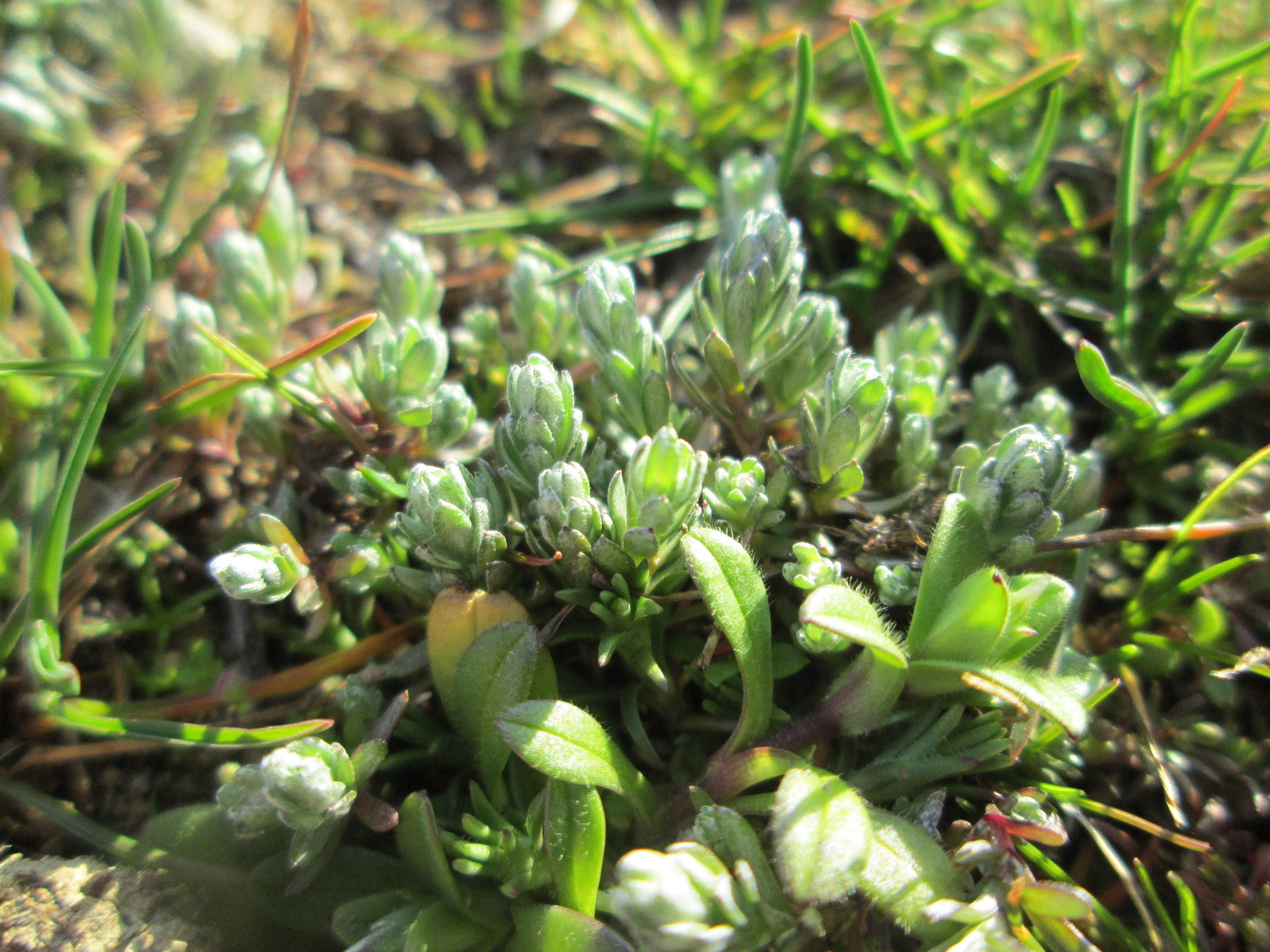
Filago arvensis

## C
- Filago californica  Nutt.
- Filago carpetana (Lange) Chrtek & Holub
- Filago castroviejoi  Andrés-Sánchez, D.Gutt.Larr., E.Rico & M.M.Mart.Or
- Filago congesta Guss. ex DC.
- Filago contracta (Boiss.) Chrtek & Holub
- Filago cretensis Gand.
- Filago crocidion (Pomel) Chrtek & Holub
- Filago cuneata  Lojac.

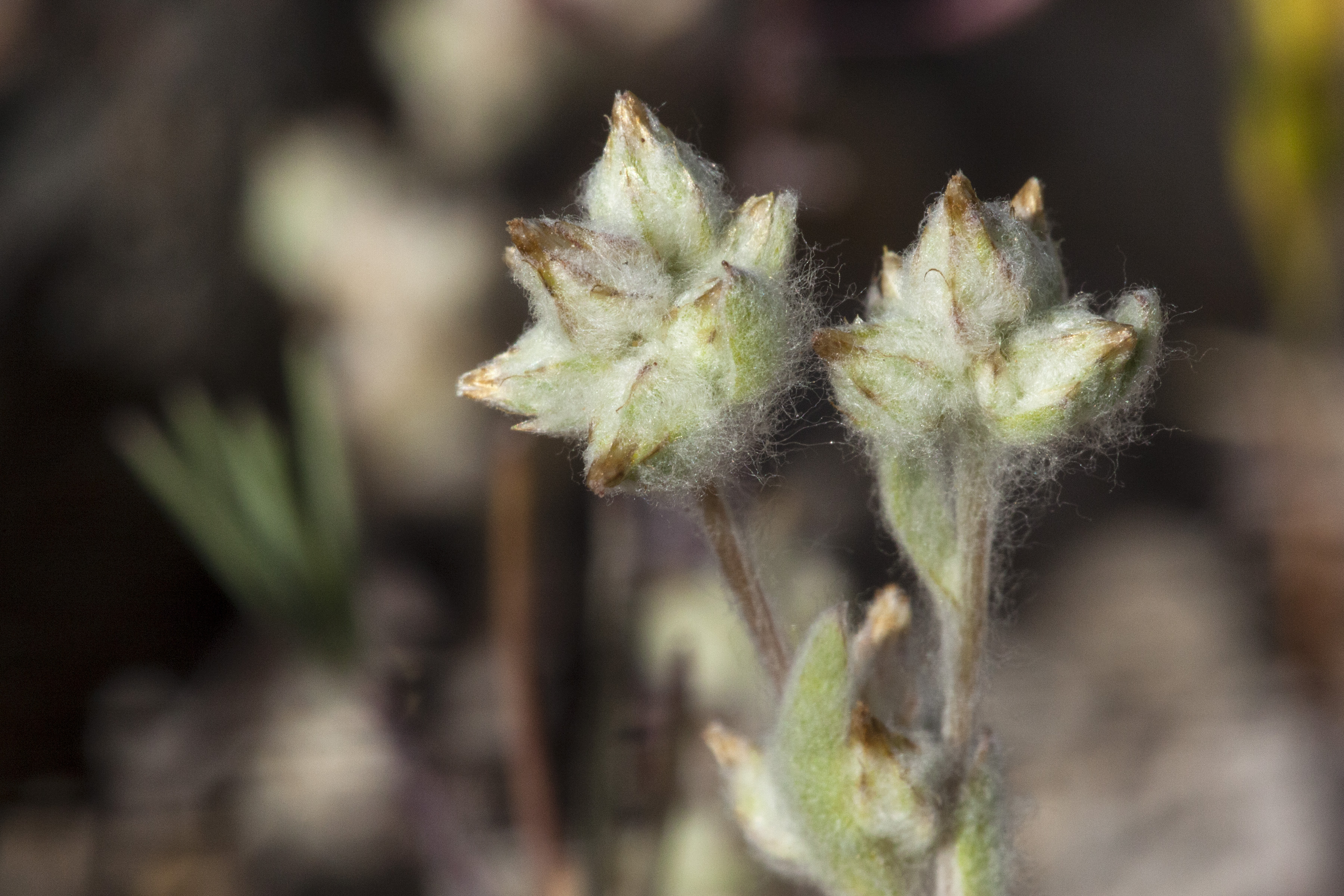
Filago californica
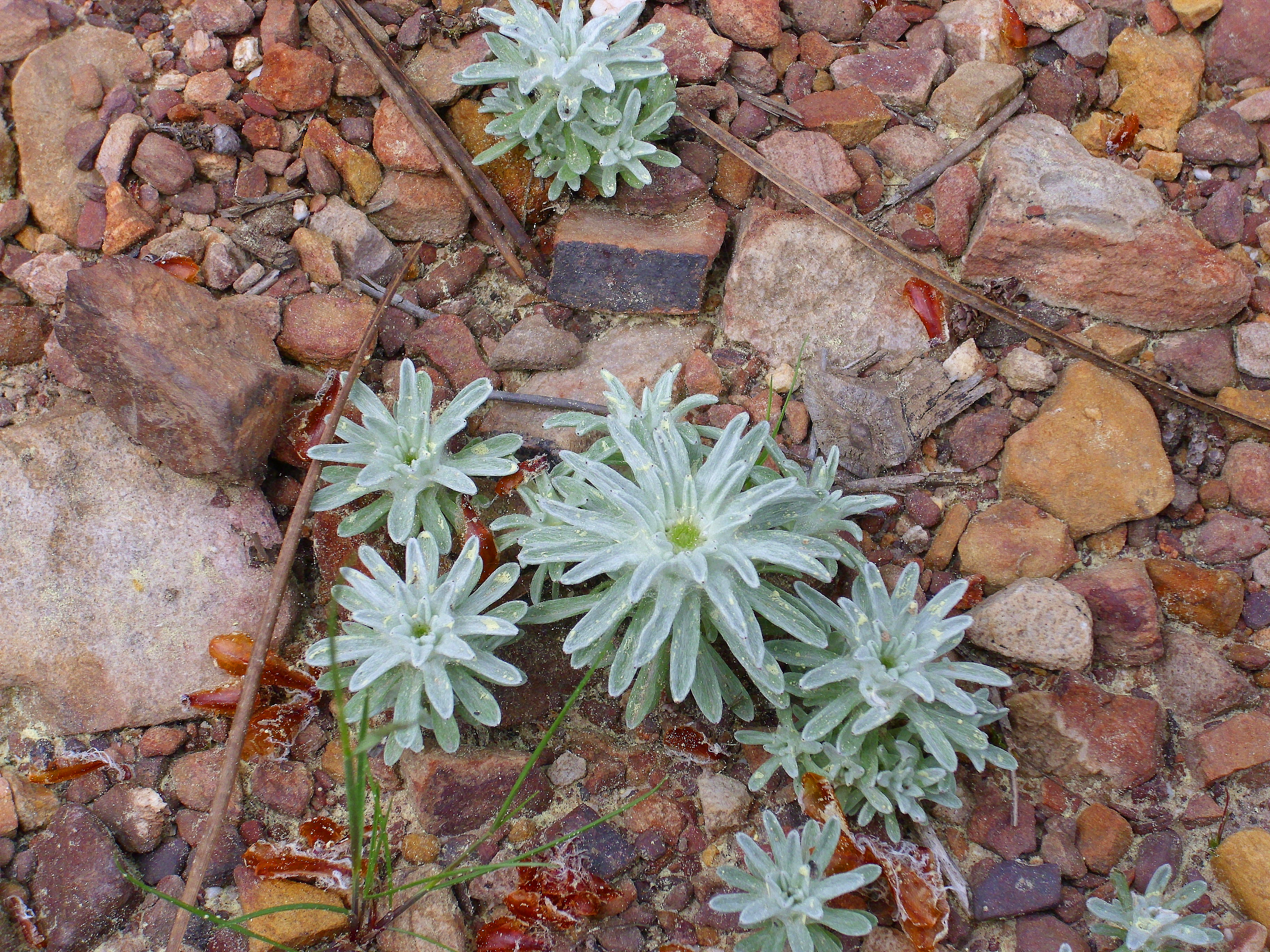
Filago carpetana
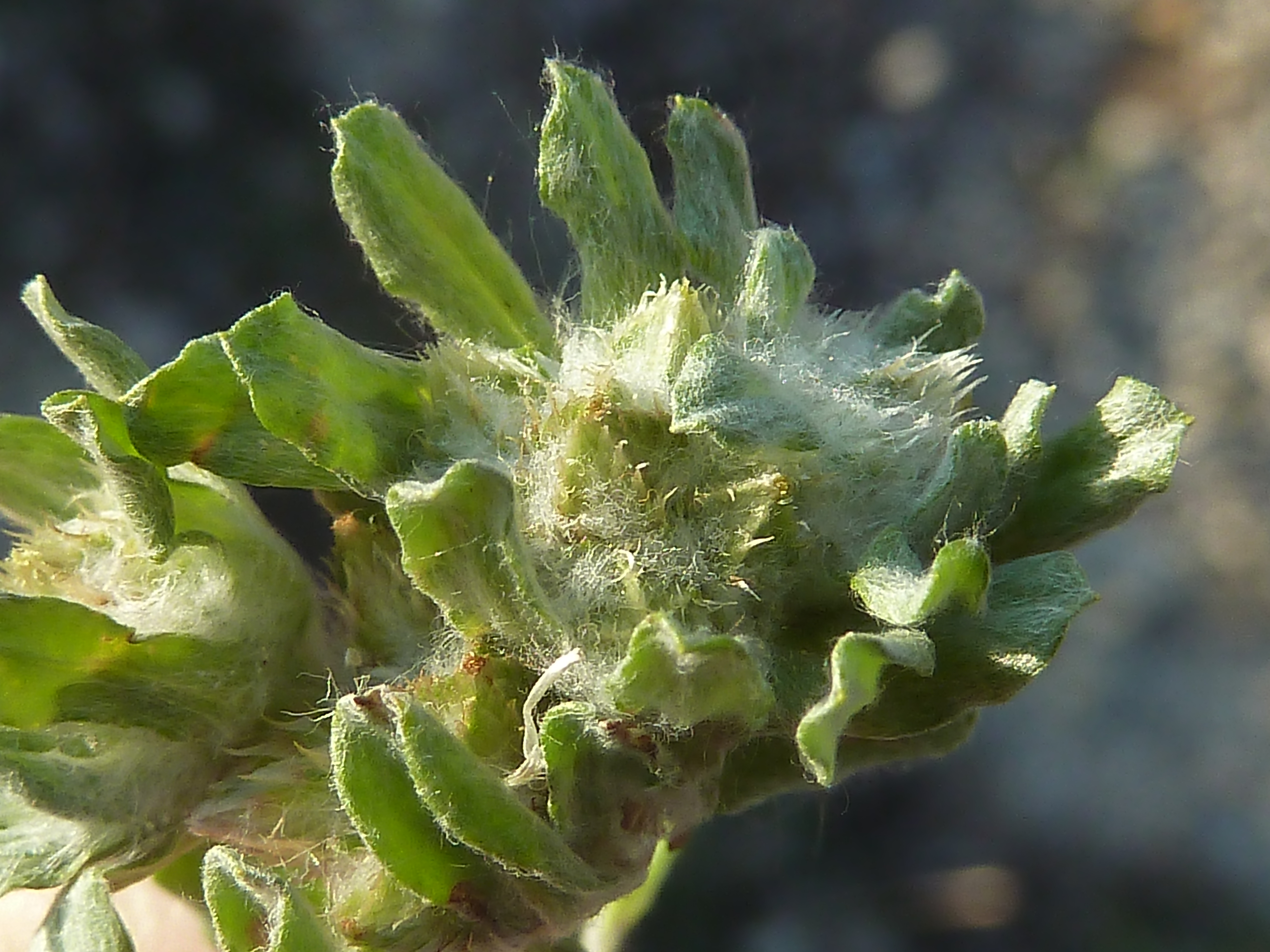
Filago congesta

## D
- Filago depressa A.Gray
- Filago desertorum Pomel
- Filago discolor  (DC.) Andrés-Sánchez & Galbany
- Filago duriaei Coss. ex Lange

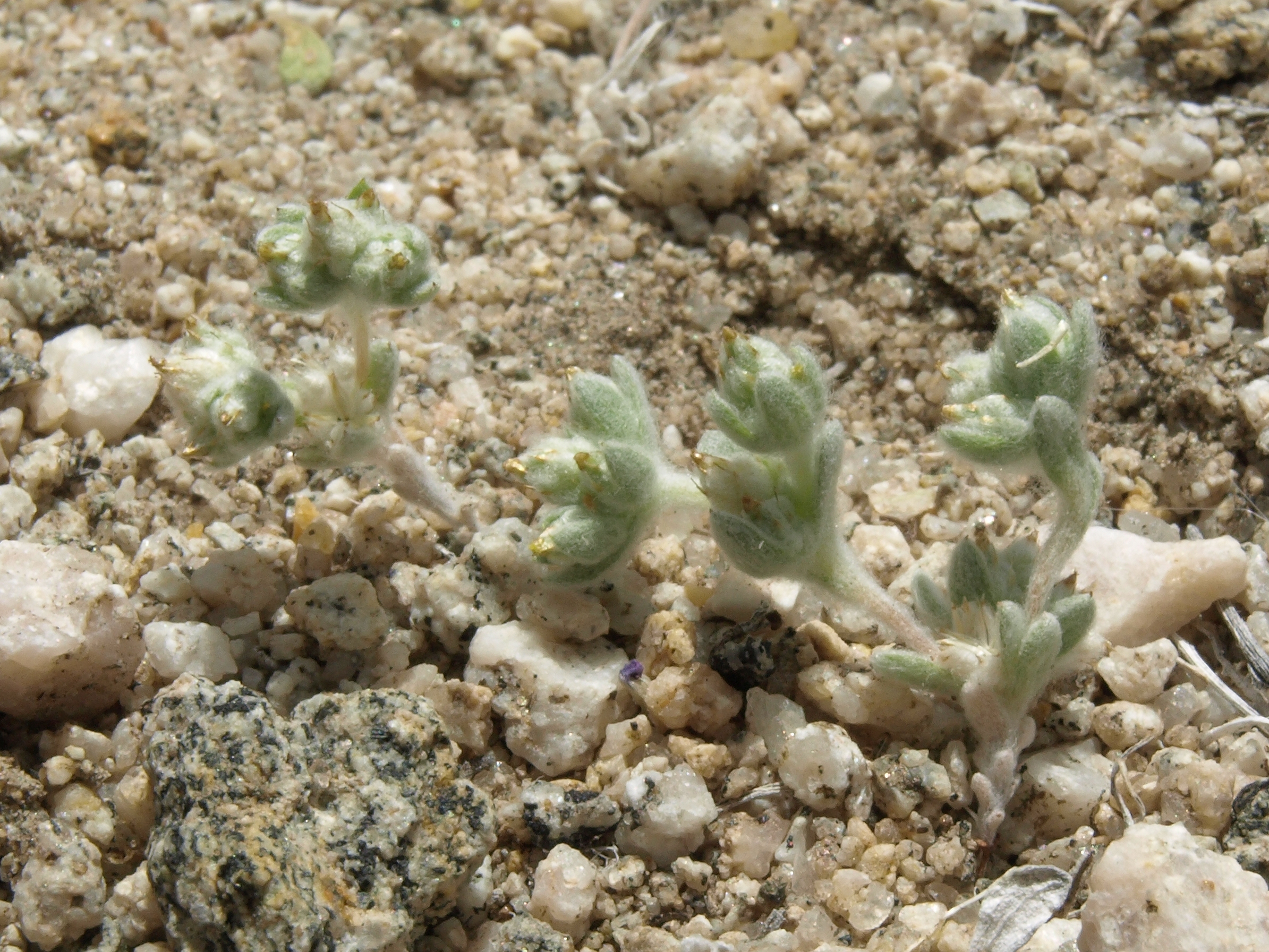
Filago depressa
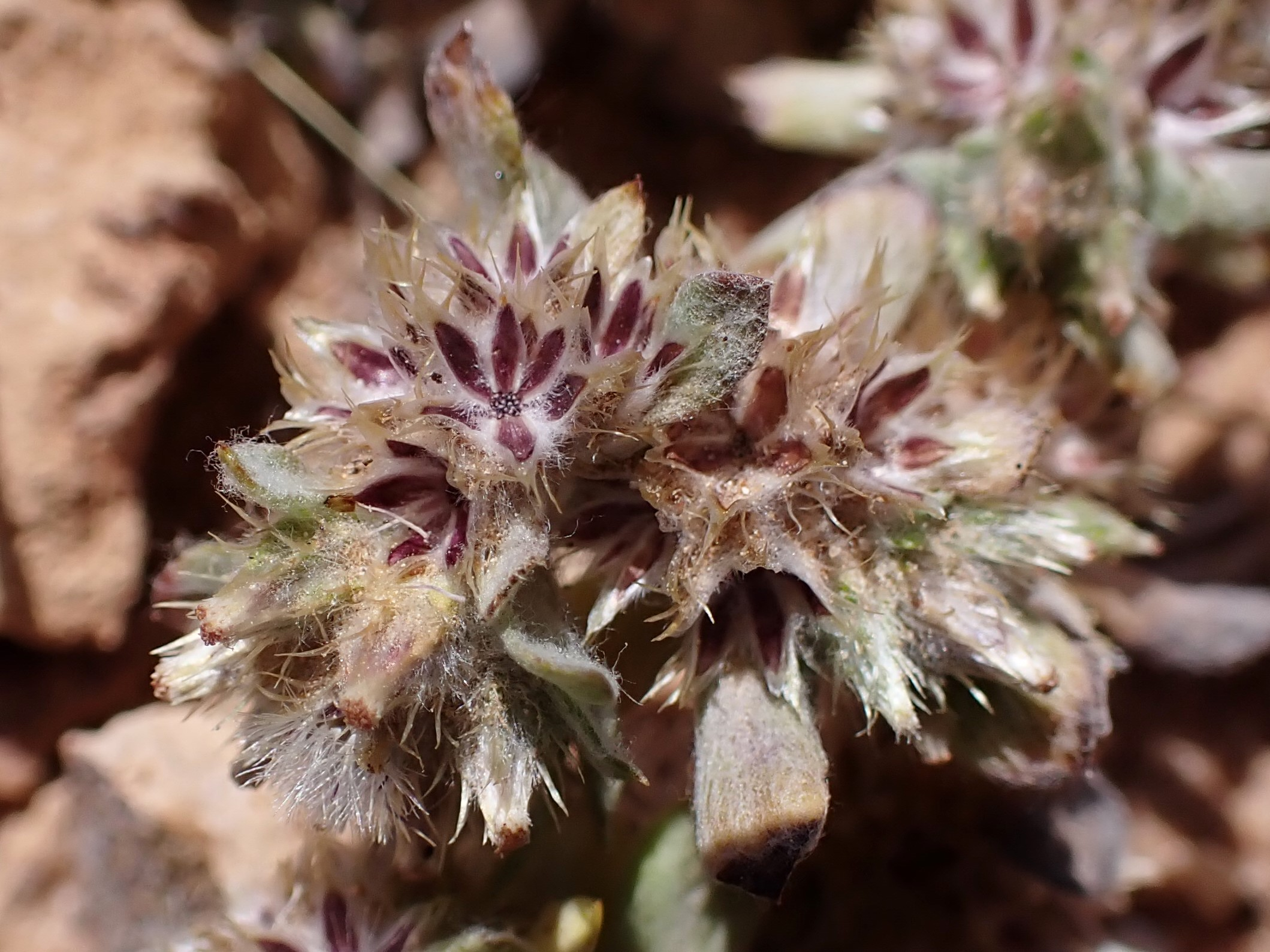
Filago desertorum

## E
- Filago eriocephala Guss.
- Filago eriosphaera (Boiss. & Heldr.) Chrtek & Holub

## F
- Filago filaginoides (Kar. & Kir.) Wagenitz
- Filago fuscescens Pomel

## G
- Filago germanica (L.) Huds.
- Filago griffithii (A.Gray) Andrés-Sánchez & Galbany

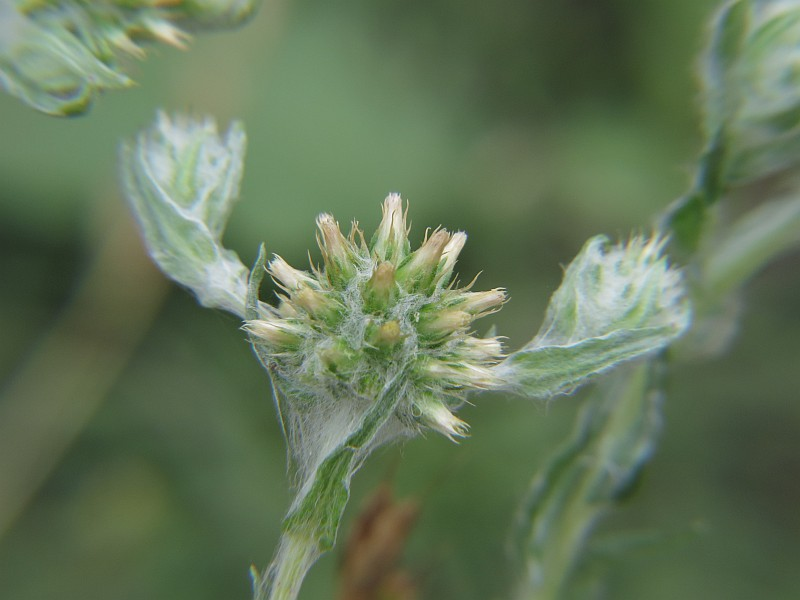
Filago germanica
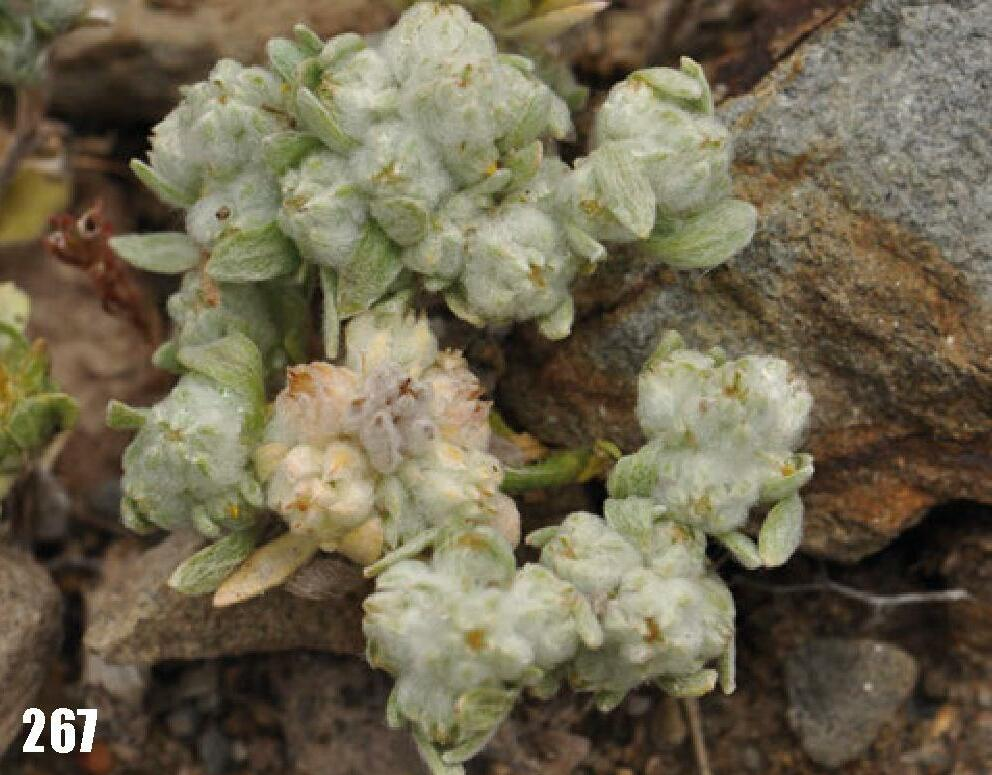
Filago griffithii

## H
- Filago hispanica (Degen & Hervier) Chrtek & Holub
- Filago hurdwarica (Wall. ex DC.) Wagenitz

## I
- Filago inexpectata Wagenitz, 1969
- Filago libyaca (Alavi) Greuter

## L
- Filago lojaconoi (Brullo) Greuter, 2003
- Filago longilanata (Maire & Wilczek) Greuter, 2003
- Filago lusitanica (Samp.) P.Silva, 1964
- Filago lutescens Jord., 1846

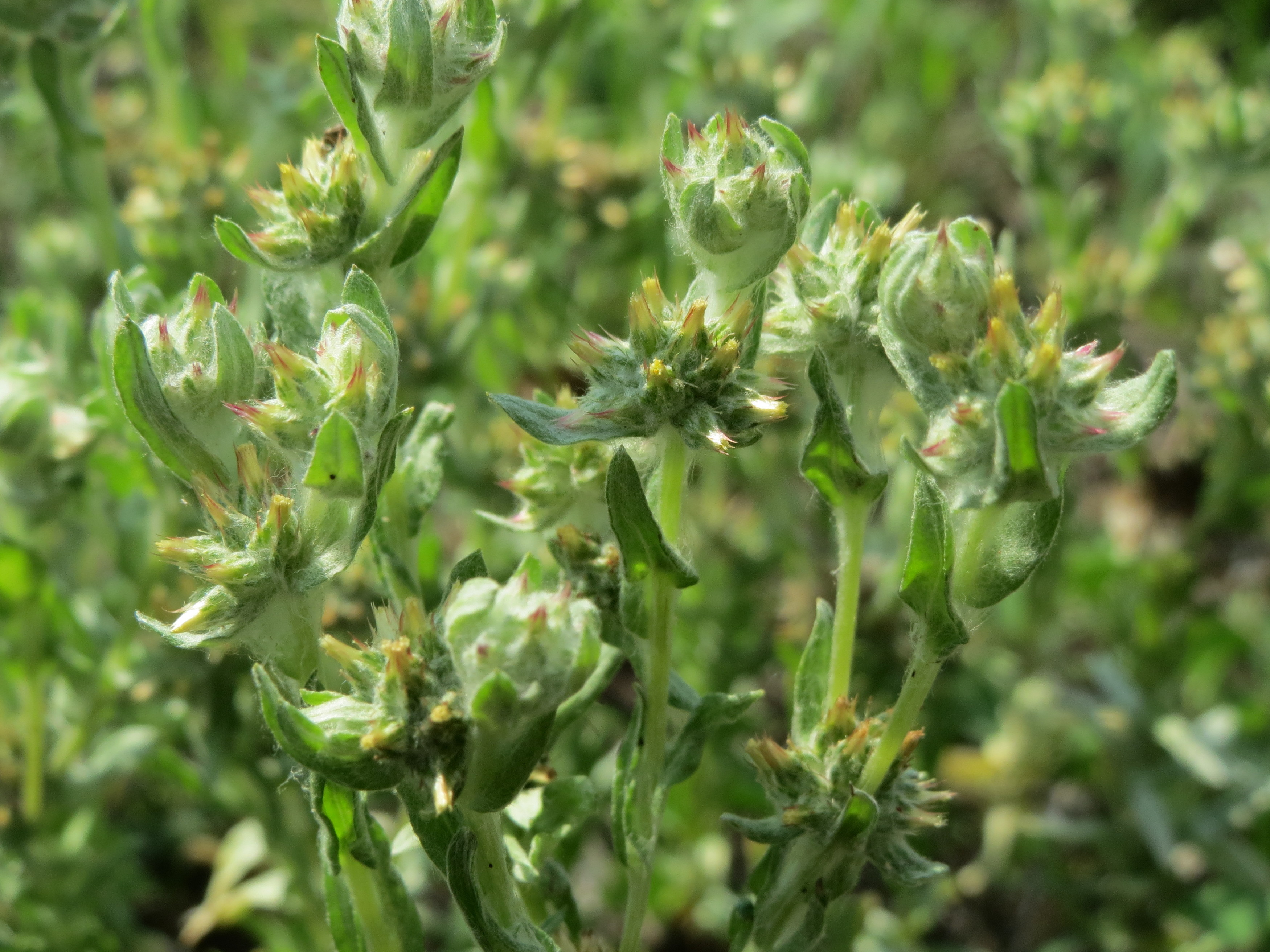
Filago lutescens

## M
- Filago mareotica Delile
- Filago mauritanica (Pomel) Dobignard, 2007
- Filago micropodioides Lange, 1861

## N
- Filago neglecta (Soy.-Will.) DC., 1838
- Filago nevadensis (Boiss.) Wagenitz & Greuter, 2003

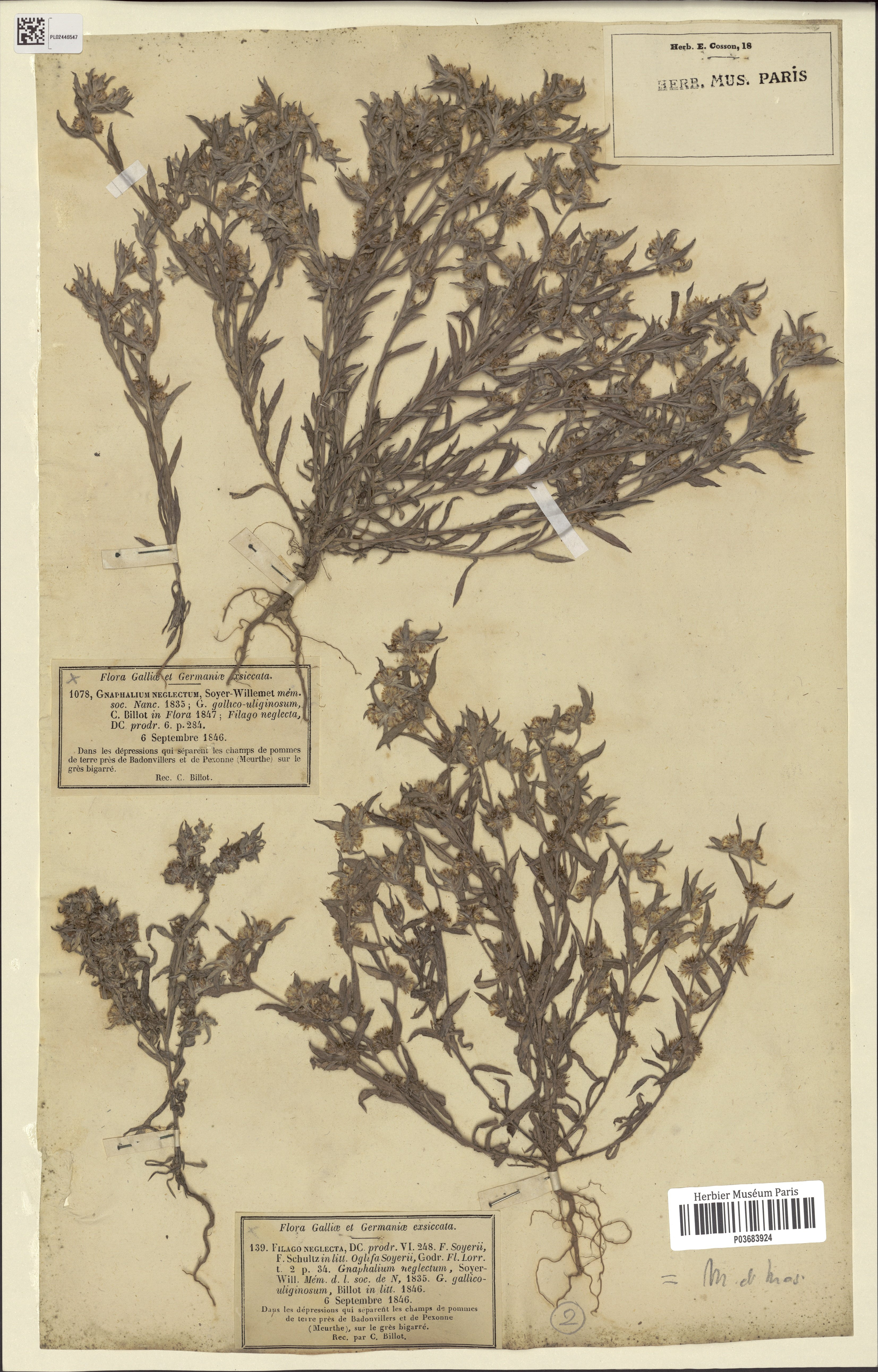
Filago neglecta herbarium

## P
- Filago palaestina (Boiss.) Chrtek & Holub, 1963
- Filago paradoxa Wagenitz, 1969
- Filago perpusilla (Boiss. & Heldr.) Chrtek & Holub, 1963
- Filago pertomentosa F.Ghahrem. & Akhundz.
- Filago petro-ianii Rita & Dittrich, 1989
- Filago prolifera Pomel
- Filago pygmaea L., 1753
- Filago pyramidata L., 1753

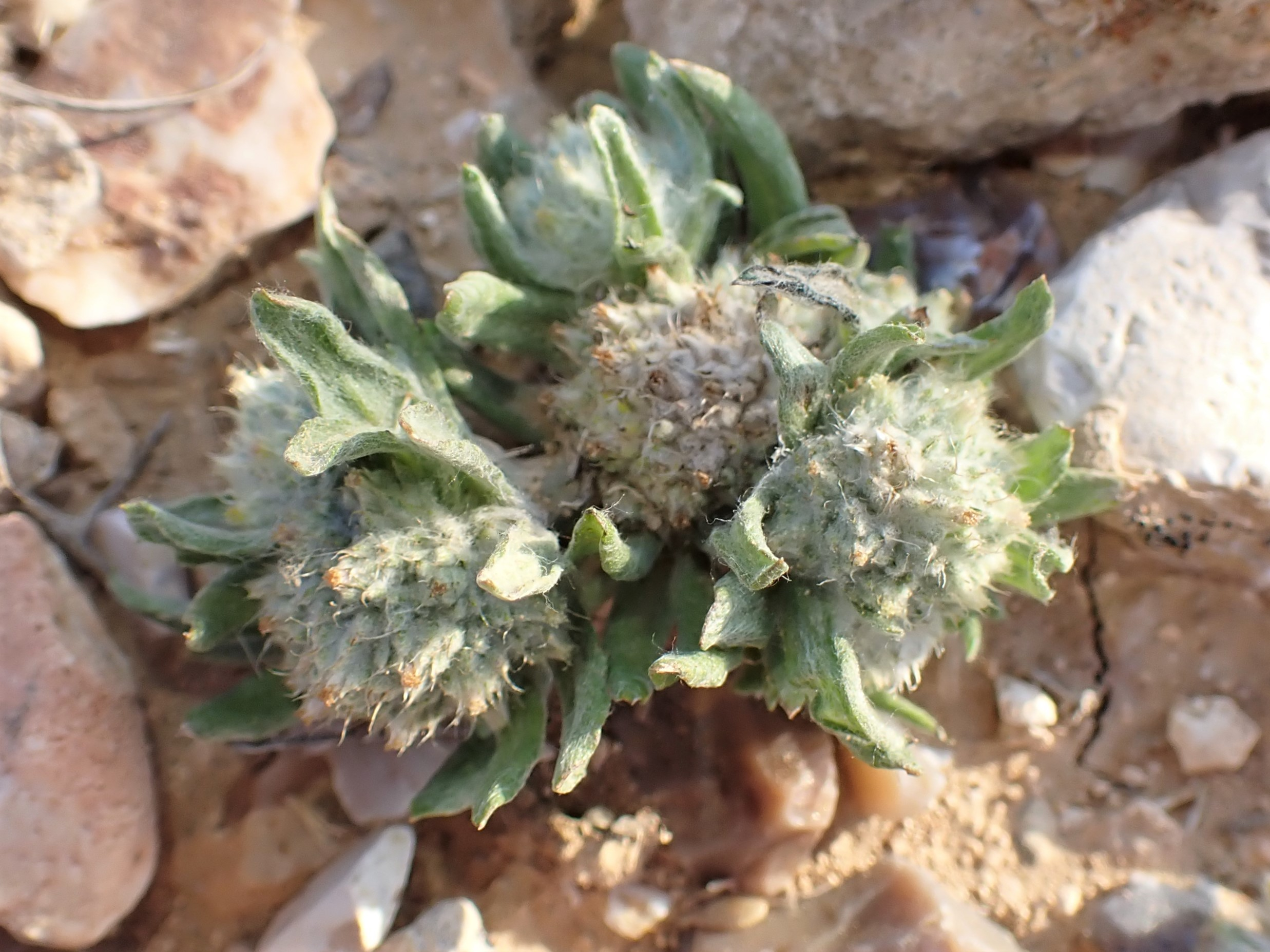
Filago palaestina
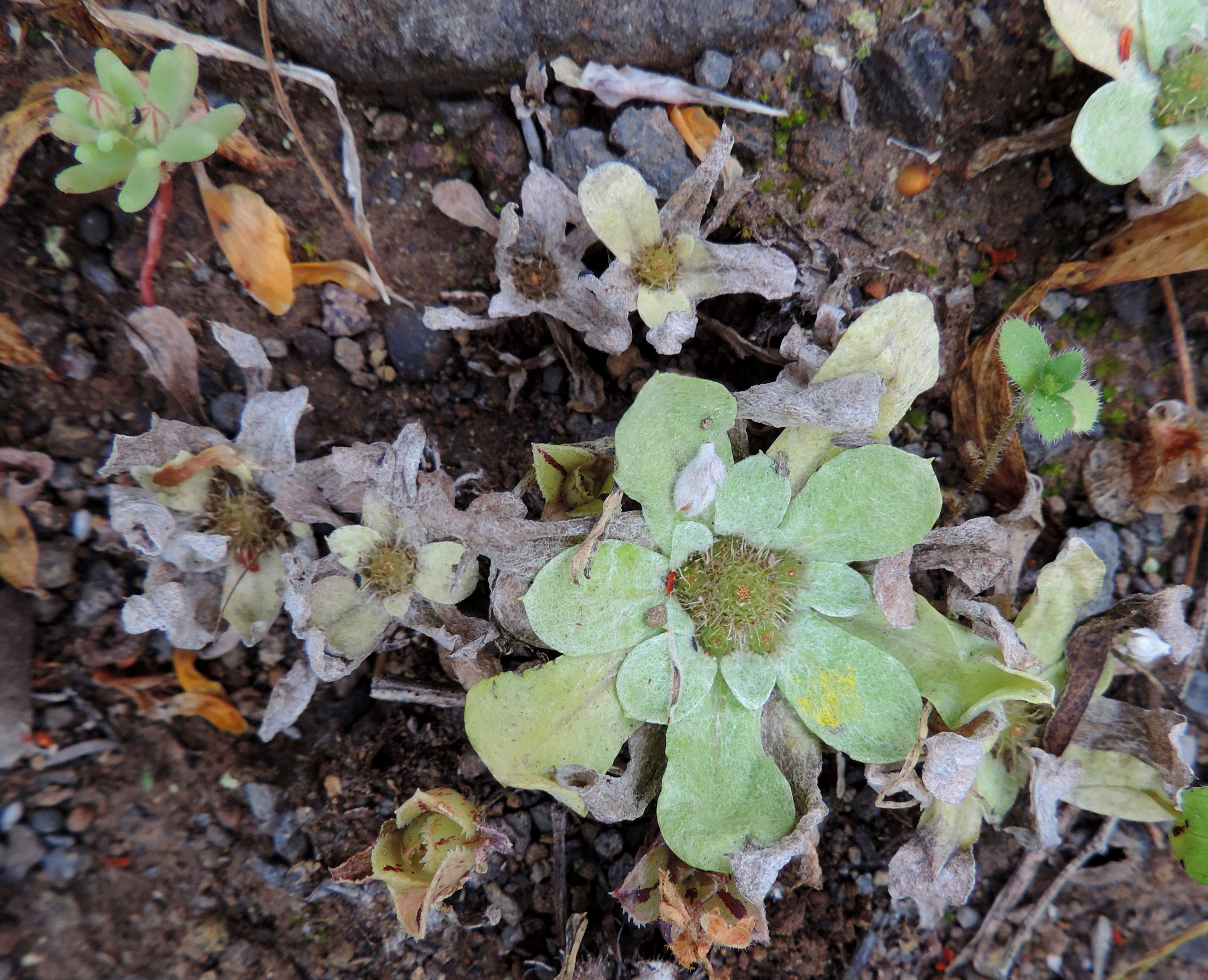
Filago pygmaea
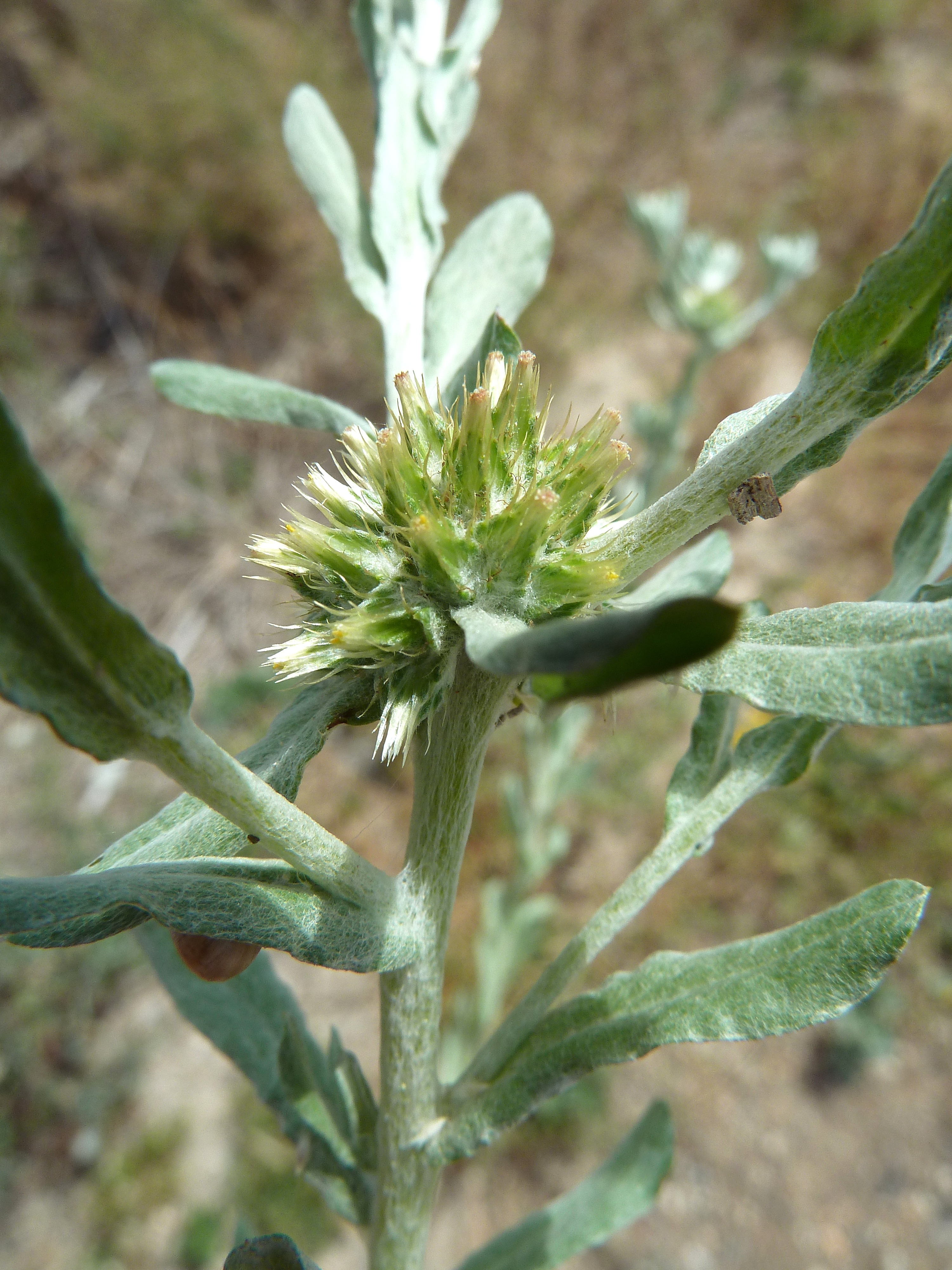
Filago pyramidata

## R
- Filago ramosissima Lange, 1855

## S
- Filago sahariensis Chrtek & Holub, 1963

## T
- Filago tyrrhenica Chrtek & Holub, 1963

## W
- Filago wagenitziana Bergmeier